# Suran, Hama
Suran (arabiska: صوران) är en underdistriktshuvudort i Syrien.   Den ligger i provinsen Hama, i den centrala delen av landet, 200 kilometer norr om huvudstaden Damaskus. Suran ligger 356 meter över havet och antalet invånare är 30 716.